# 山地
山地（さんち）は、平地に対比される、比較的大きな起伏や傾斜を持ちまわりより高い地域で、複数の山からなる広い地域を指す。

## 定義
山地の定義について、1954年（昭和29年）に地理調査所は「主要自然地域名称図」において「地殻の突起部をいい、総括的な意味をもつものとする。」と定めた。百科事典においては「成因別にみると褶曲による褶曲山地、断層に囲まれた地塊山地、侵食に抗して残った侵食山地、火山活動による火山性山地などがあり、発達段階から幼年期、壮年期、老年期の各山地がある」と定義されている。
英語圏でmountains や range あるいは mountain range となっているもののほとんどが「山脈」と訳されている。なお、英語圏では日常用語として山脈の意味でmountain range（range）を用いることはほとんどないと指摘されている。
「山地」と「山脈」の関係も不統一で、慣用的に世界の山々のほとんどが「山脈」と訳される一方、日本の山々については「山地」「山脈」「高地」などに呼び分けている。「山地」と「山脈」の地理上の関係についても、同格の用語とする例（例：讃岐山脈と剣山地）、山地のほうを総括的な上位の用語とする例（例：四国山地と讃岐山脈）、山脈のほうを上位とする例（例：奥羽山脈と真昼山地）がある。